# Angela Dugalić
Angela Dugalić (en alphabet cyrillique serbe : Ангела Дугалић; en alphabet latin serbe : Angela Dugalić), née le 29 décembre 2001 à Des Plaines (États-Unis), est une joueuse de basket-ball serbe.

## Palmarès

### Sélection nationale
- Médaille d'or au Championnat d'Europe 2021